# وشترونفلد
وشترونفلد (به آلمانی: Westerrönfeld) یک شهر در آلمان است که در رندسبورگ-اکرنفورده واقع شده‌است.
 وشترونفلد  ۵٬۱۲۲ نفر جمعیت دارد.